# Мендонса, Бруну
Бруну да Силвейра Мендонса (порт. Bruno da Silveira Mendonça, род. 7 января 1984, Рио-де-Жанейро) — бразильский хоккеист (хоккей на траве), полевой игрок. Участник летних Олимпийских игр 2016 года.

## Биография
Бруну Мендонса родился 7 января 1984 года в бразильском городе Рио-де-Жанейро.
Играл в хоккей на траве за «Деодоро», «Кариоку» из Рио-де-Жанейро, с 2016 года — за «Рио Хоккей» из Рио-де-Жанейро.
В 2014 году был признан лучшим хоккеистом Бразилии.
В 2015 году в составе сборной Бразилии занял 4-е место в хоккейном турнире Панамериканских игр в Торонто, мячей не забивал.
В 2016 году вошёл в состав сборной Бразилии по хоккею на траве на летних Олимпийских играх в Рио-де-Жанейро, занявшей 12-е место. Играл в поле, провёл 5 матчей, мячей не забивал.
C 2016 года входил в комиссию спортсменов Олимпийского комитета Бразилии.
По состоянию на май 2019 года провёл за сборную Бразилии 77 матчей.